# Litoria kumae
Litoria kumae é uma espécie de anfíbio anuros da família Hylidae. Está presente na Papua Nova Guiné. A UICN classificou-a como deficiente de dados.